# Fundacja Rozwoju Miasta Poznania
Fundacja Rozwoju Miasta Poznania – fundacja powstała 28 lutego 1991 roku. Głównym jej celem jest inspirowanie i wspieranie oraz finansowanie wszelkich działań mających na celu wszechstronny, zgodny z oczekiwaniami społecznymi rozwój miasta Poznania. Działalnością Fundacji kieruje zarząd. Na czele pierwszego zarządu stanął Prezes Wojciech Szczęsny Kaczmarek, ówczesny Prezydent  Miasta Poznania. Siedzibą Fundacji jest budynek położony przy ulicy Prymasa Stefana Wyszyńskiego 8 w Poznaniu.

## Działalność
W okresie swojej działalności Fundacja realizowała, poprzez inicjowanie i wspieranie oraz finansowanie, różnorodne rozwiązania mające na celu rozwój miasta Poznania.
Fundacja była inicjatorem i organizatorem wielu projektów i przedsięwzięć, takich jak:
- Konkurs dla szkół wyższych, na najlepsze prace magisterskie i rozprawy doktorskie, na temat przemian w okresie 1990–2015 – „Poznań Wielka Zmiana”[4][5][6][7] (wraz UAM Poznań i PTPN)
- Konkurs dla nauczycieli i młodzieży szkół ponadpodstawowych „Poznań – wczoraj, dziś, jutro”[8]
- Konkurs rzeźbiarski "Koziołki dla Poznania"[9][10][11] (wraz z WZAR, WTC Poznań i Tour Salon)
- Konkurs na powieść związaną z Powstaniem Wielkopolskim 1918–1919  „Rozważni i romantyczni. Spojrzenie 100 lat później”[12][13][14][15][16][17][18][19][20][21][22][23](wraz z WM Posnania)
- Konkurs „Poznań – miasto to powieść"[24][25][26][27][28][29][30][31][32] (wraz z WM Posnania i Voyager Club)
- Wystawa medali i rzeźb Profesora Józefa Stasińskiego[33][34][35][36][37][38][39] (wraz z Biblioteką Raczyńskich)
- Międzynarodowy Plener Malarski[40][41][42][43] (wraz z ZPAP Okręg Poznański)
- Pomnik Wojciecha Szczęsnego – Kaczmarka[44][45][46][47][48][49][50][51][52][53][54]
- Ławeczka Klemensa Mikuły[55][56][57][58][59][60][61][62][63][64][65][66]
- Tablica upamiętniająca koncerty braci Henryka i Józefa Wieniawskich, na fasadzie Hotelu Bazar w Poznaniu[67][68][69][70]
- Tablica upamiętniająca postać Edwarda hr. Raczyńskiego, na fasadzie budynku Biblioteki Raczyńskich w Poznaniu[71]
- Nagroda imienia Edwarda hr. Raczyńskiego[72]

## Prezesi Fundacji
Wojciech Szczęsny Kaczmarek – prezes w latach 1991–2009
Jacek May – prezes w latach 2009–2011
Ryszard Olszewski – prezes w latach 2011–2013
Jan Kaczmarek – prezes w latach 2013–2020
Przemysław Trawa – prezes w latach 2020-obecnie.